# Elisa Balsamo
Pour les articles homonymes, voir Balsamo.
Elisa Balsamo née le 27 février 1998 à Coni, est une coureuse cycliste italienne. Elle court sur route et sur piste. Elle est notamment championne du monde sur route en 2021, championne du monde de poursuite par équipes en 2022, quintuple championne d'Europe sur piste entre 2016 et 2020 et compte quatre titres mondiaux chez les juniors (trois sur piste et un sur route), obtenus en 2015 et 2016.

## Biographie

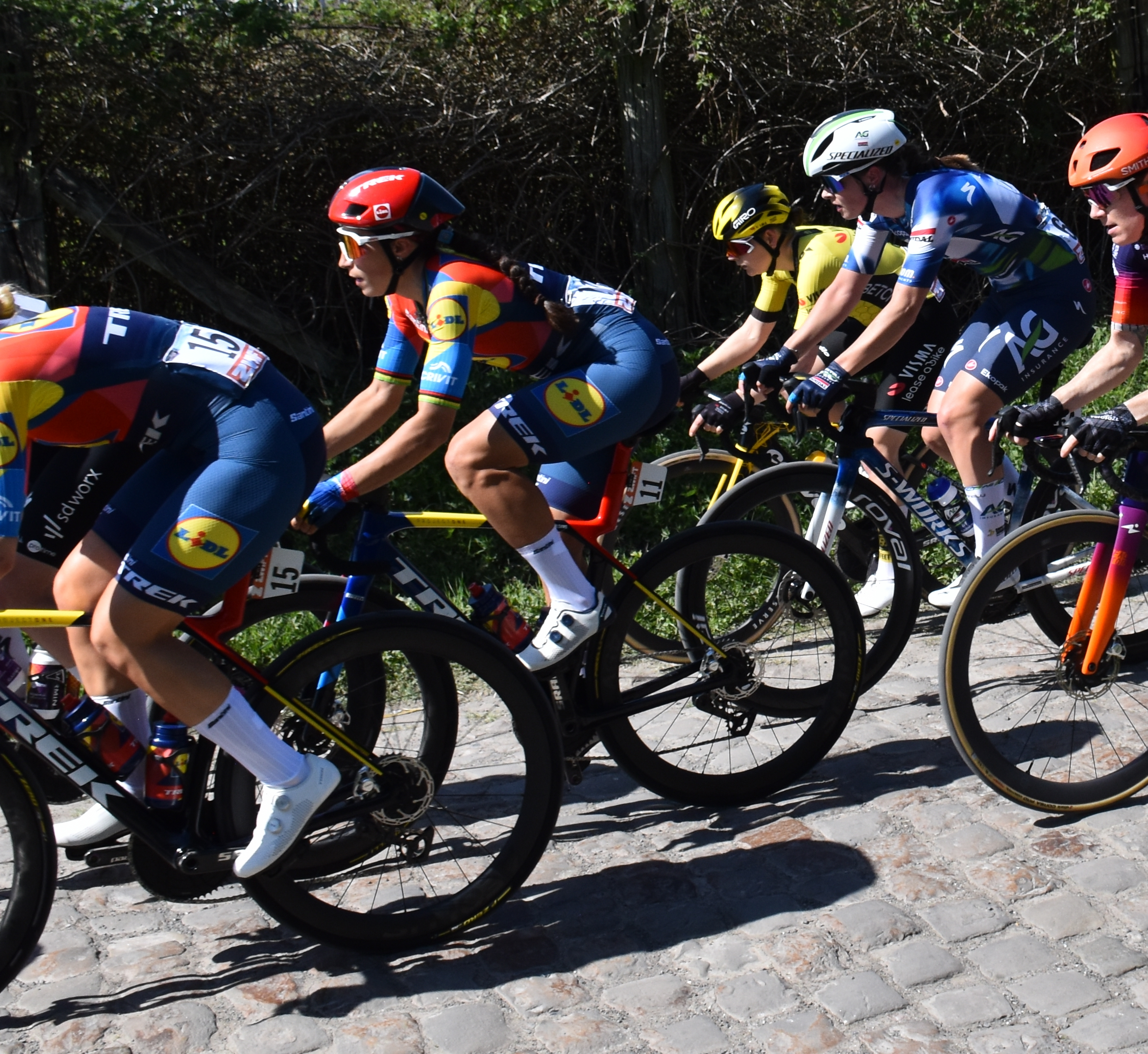
Elisa Balsamo #11
9è du Paris-Roubaix 2025

En 2015, Elisa Balsamo s'illustre dès sa première année chez les juniors (moins de 19 ans). Elle est sacrée sur piste championne du monde du scratch juniors à Astana, ainsi que championne d'Europe de poursuite par équipes juniors à Athènes. En 2016, elle décroche chez les juniors trois titres mondiaux supplémentaires. Aux mondiaux sur piste d'Aigle, elle est titrée en poursuite par équipes et sur l'omnium juniors. Sur route, elle remporte lors d'un sprint massif le championnat du monde juniors disputés à Doha sur un parcours de 74,5 kilomètres. Elle devance l'Américaine Skylar Schneider et la Norvégienne Susanne Andersen. Moins d'une semaine plus tard, elle participe avec les élites aux championnats d'Europe sur piste, où elle remporte avec l'équipe italienne la médaille d'or sur la poursuite par équipes, alors qu'elle est encore classée comme junior. Elle ajoute également deux nouveaux titres en poursuite par équipes et sur l'omnium lors du championnat d'Europe sur piste juniors, organisé à domicile, à Montichiari. En plus de son titre mondial sur route, elle est championne d'Italie sur route juniors, vice-championne d'Europe sur route juniors derrière Liane Lippert et deuxième de Gand-Wevelgem juniors.
En 2017, elle rejoint l'équipe Valcar et obtient de nouveaux succès sur la piste. Aux championnats d'Europe espoirs (moins de 23 ans), elle est médaillée d'or dans la poursuite par équipes avec le quatuor italien (Martina Alzini, Marta Cavalli et Francesca Pattaro) et médaillée de bronze dans le course à l'américaine avec (Rachele Barbieri). À Berlin, elle est à nouveau championne d'Europe de poursuite par équipes élites, avec Tatiana Guderzo, Letizia Paternoster et Silvia Valsecchi. Sur l'omnium, elle termine troisième. Lors de la Coupe du monde sur piste 2017-2018, elle monte sur huit podiums et remporte notamment la poursuite par équipes à Pruszków (avec Tatiana Guderzo, Francesca Pattaro et Silvia Valsecchi).
Aux mondiaux sur piste de 2018 à Apeldoorn, le quatuor féminin italien (Balsamo, Letizia Paternoster, Tatiana Guderzo et Silvia Valsecchi) décroche la médaille de bronze. Toujours en 2018, elle est championnats d'Europe de poursuite par équipes espoirs et vice-championne d'Europe de poursuite par équipes élites. L'année suivante, elle gagne la poursuite par équipes de la manche de Coupe du monde à Hong Kong, des Jeux européens à Minsk, ainsi que du championnat d'Europe espoirs, où elle remporte également l'or de la course à l'américaine avec Paternoster. En 2018 et 2019, elle s'illustre également sur route, où elle gagne plusieurs courses UCI et se classe troisième de la RideLondon-Classique, son premier podium sur une course du World Tour féminin.
En 2020, elle est médaillée de bronze de l'américaine aux mondiaux sur piste de Berlin. Lors des championnats d'Europe sur piste, elle remporte l'or sur l'omnium et l'américaine, ainsi que l'argent sur la poursuite par équipes. Fin août, elle devient championne d'Europe sur route espoirs et gagne la 3e étape de La Madrid Challenge by La Vuelta, sa première victoire sur le World Tour féminin.
Lors de la saison 2021, son objectif reste les épreuves sur piste des Jeux olympiques de Tokyo. En mars, elle gagne sur route le Grand Prix Oetingen devant Jolien D'Hoore et Marianne Vos. En août, ses Jeux olympiques sont décevants. Elle se classe 6e de la poursuite par équipes, 8e de la course à l'américaine et 14e de l'omnium, où elle provoque une chute lors de la première épreuve. En septembre, elle est championne d'Italie d'omnium. Elle est sélectionnée avec l'équipe d'Italie pour les mondiaux sur route de Louvain. Elle crée la surprise en devenant au sprint championne du monde après avoir devancé Marianne Vos dans les derniers mètres, bien lancée par sa coéquipière Elisa Longo Borghini. Quelques jours après son titre mondial, elle participe au premier Paris-Roubaix Femmes de l'histoire et remporte la dernière étape du Women's Tour, son premier succès avec le maillot arc-en-ciel.
Après cinq saisons chez Valcar-Travel Service, elle rejoint en 2022, l'UCI Women's WorldTeam Trek-Segafredo, où elle signe un contrat de trois ans. Elle annonce viser principalement les classiques, en plus des arrivées au sprint. Lors de cette saison, elle est championne d'Italie sur route et remporte plusieurs classiques telles que le Trofeo Alfredo Binda-Comune di Cittiglio, la Classic Bruges-La Panne et Gand-Wevelgem. Elle s'illustre également lors de course par étapes, avec deux victoires d'étapes sur le Tour d'Italie, ainsi qu'une étape de la Setmana Ciclista Valenciana, du Tour de Suisse et du Ceratizit Challenge by La Vuelta. Elle est aussi vice-championne d'Europe sur route, deuxième du Tour de Drenthe et de la RideLondon-Classique, à chaque fois battue par Lorena Wiebes. En octobre, elle devient pour la première fois championne du monde de poursuite par équipes, avec Martina Alzini, Chiara Consonni, Martina Fidanza et Vittoria Guazzini.
En février 2023, elle décroche deux médailles aux championnats d'Europe de Granges : l'argent en poursuite par équipes et le bronze sur l'américaine. Sur route, elle gagne deux étapes de la Setmana Ciclista Valenciana et se classe deuxième du Trofeo Alfredo Binda-Comune di Cittiglio et de la Classic Bruges-La Panne. Le 26 mai, elle chute lors de la première étape de la RideLondon-Classique et doit être opérée à Milan de deux fractures à la mâchoire. Après son retour à la compétition deux mois plus tard sur le Tour de France, la victoire lui échappe jusqu'au Simac Ladies Tour, où elle remporte la première étape devant Wiebes.

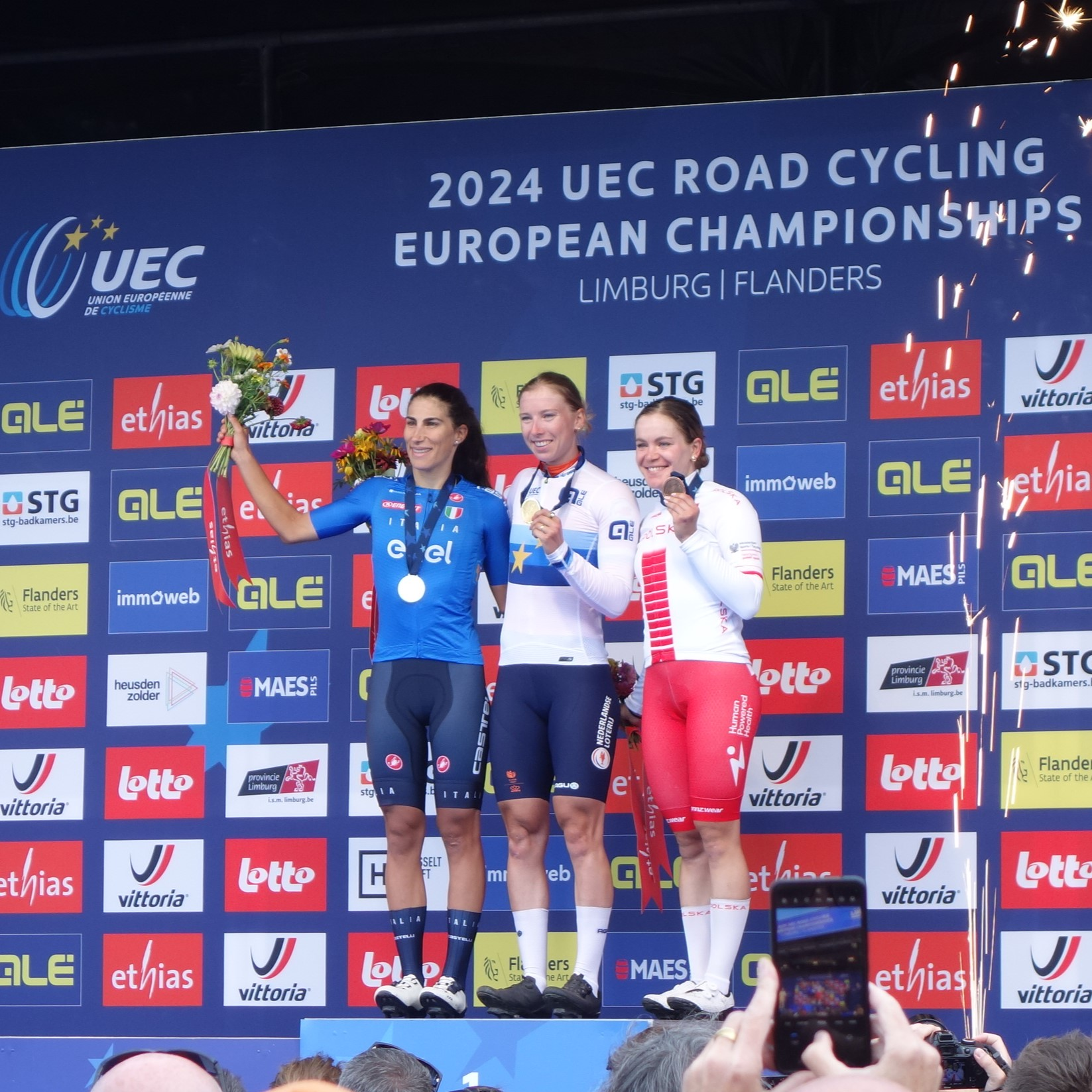
Podium des championnats d'Europe sur route

En 2024, elle remporte les première et quatrième étapes de la Setmana Ciclista Valenciana. Elle remporte le Trofeo Alfredo Binda-Comune di Cittiglio au sprint devant Lotte Kopecky. À Gand-Wevelgem, elle est devancée par la plus petite des marges par Lorena Wiebes au sprint. À Paris-Roubaix, elle fait partie du groupe des favorites. Distancée un temps dans le carrefour de l'Arbre, elle revient par la suite. Elle est deuxième du sprint. En mai, elle subit une autre chute grave dans les barrières sur le Tour de Burgos, au cours de laquelle elle se casse le nez et une main et subit une commotion cérébrale.
Elle se classe durant les sprints du Tour d'Italie puis du Tour de France. Elle est quatrième du Grand Prix de Plouay. Elle gagne la première étape du Tour de Romandie. Aux championnats d'Europe sur route, Elisa Balsamo est deuxième du sprint massif derrière Lorena Wiebes. Au Simac Ladies Tour, Elisa Balsamo est deuxième des deuxième et troisième, puis cinquième étapes derrière la Néerlandaise.

## Autres activités
Elisa Balsamo étudie la littérature moderne à Turin. Elle a pour objectif de devenir journaliste après sa carrière,.

## Palmarès sur piste

### Jeux olympiques
- Tokyo 2020
  - 6e de la poursuite par équipes
  - 8e de la course à l'américaine
  - 14e de l'omnium
- Paris 2024
  - 4e de la poursuite par équipes

### Championnats du monde
| Édition / Épreuve              | Scratch | Poursuite par équipes                           | Américaine | Omnium |
| Astana 2016 (juniors)          | Or      |                                                 |            |        |
| Aigle 2016 (juniors)           |         | Or (avec Consonni, Paternoster et Stefani)      |            | Or     |
| Hong Kong 2017                 |         | 4e                                              |            | 7e     |
| Apeldoorn 2018                 |         | Bronze                                          |            | 4e     |
| Pruszków 2019                  |         | 5e                                              |            |        |
| Berlin 2020                    |         |                                                 | Bronze     |        |
| Roubaix 2021                   |         | Argent                                          |            | Bronze |
| Saint-Quentin-en-Yvelines 2022 |         | Or (avec Guazzini, Alzini, Consonni et Fidanza) |            |        |

### Coupe du monde
- 2016-2017 
  - 2e de la poursuite par équipes à Glasgow
- 2017-2018
  - 1re de la poursuite par équipes à Pruszków (avec Tatiana Guderzo, Francesca Pattaro et Silvia Valsecchi)
  - 2e de la poursuite par équipes à Manchester
  - 2e de la poursuite par équipes à Minsk
  - 2e de l'omnium à Santiago
  - 3e de la poursuite à Pruszków
  - 3e de l'américaine à Pruszków
  - 3e de l'américaine à Manchester
  - 3e de l'américaine à Santiago
- 2018-2019
  - 1re de la poursuite par équipes à Hong Kong (avec Letizia Paternoster, Martina Alzini et Marta Cavalli)
  - 2e de la poursuite par équipes à Milton
  - 3e de la poursuite par équipes à Saint-Quentin-en-Yvelines
  - 3e de la poursuite par équipes à Londres
  - 3e de la poursuite par équipes à Cambridge
  - 3e de l'américaine à Hong Kong
- 2019-2020
  - 3e de la poursuite par équipes à Minsk

### Coupe des nations
- 2022
  - 1re de la poursuite par équipe à Milton (avec Silvia Zanardi, Martina Fidanza, Chiara Consonni et Barbara Guarischi)
  - 1re de l'omnium à Milton
  - 1re de l'américaine à Milton (avec Chiara Consonni)
  - 2e de l'américaine à Glasgow
  - 3e de la poursuite par équipes à Glasgow
- 2023
  - 2e de l'omnium à Milton
  - 3e de l'américaine à Milton
- 2024
  - 2e de la poursuite par équipes à Milton

### Championnats d'Europe
| Édition / Épreuve              | Poursuite par équipes                                  | Américaine             | Omnium |
| Athènes 2015 (juniors)         | Or                                                     |                        |        |
| Montichiari 2016 (juniors)     | Or                                                     |                        | Or     |
| Saint-Quentin-en-Yvelines 2016 | Or                                                     |                        |        |
| Anadia 2017 (espoirs)          | Or                                                     | Bronze                 | Or     |
| Berlin 2017                    | Or                                                     |                        | Bronze |
| Aigle 2018 (espoirs)           | Or                                                     | Bronze                 |        |
| Glasgow 2018                   | Argent                                                 |                        |        |
| Gand 2019 (espoirs)            | Or                                                     | Or                     |        |
| Apeldoorn 2019                 | Bronze                                                 |                        |        |
| Plovdiv 2020                   | Argent (avec Alzini, Consonni, Barbieri et Guazzini)   | Or (avec Guazzini)     | Or     |
| Granges 2023                   | Argent (avec Fidanza, Paternoster, Alzini et Guazzini) | Bronze (avec Guazzini) |        |
| Apeldoorn 2024                 | Or (avec Fidanza, Paternoster et Guazzini)             | Bronze (avec Guazzini) |        |

### Jeux européens
| Édition / Épreuve | Poursuite par équipes | Omnium |
| Minsk 2019        | Or                    | Bronze |

### Championnats nationaux
- 2015
  -  Championne d'Italie de la poursuite par équipes juniors
- 2016
  -  Championne d'Italie du scratch juniors[24]
- 2018
  -  Championne d'Italie de l'américaine (avec Maria Giulia Confalonieri)
- 2021
  -  Championne d'Italie d'omnium

### Records
- Record du monde de la poursuite par équipes juniors 4 000 m réalisé le 15 juillet 2015 à Athènes avec Rachele Barbieri, Sofia Bertizzolo et Marta Cavalli en 4:33,463 min. Battu le 20 août 2015.
- Record du monde de la poursuite par équipes juniors 4 000 m réalisé le 12 juillet 2016 à Montichiari avec Chiara Consonni, Letizia Paternoster et Martina Stefani en 4:29,234 min. Battu le 23 août 2017.

## Palmarès sur route

### Par années
- 2015
  - 3e du championnat d'Italie sur route juniors

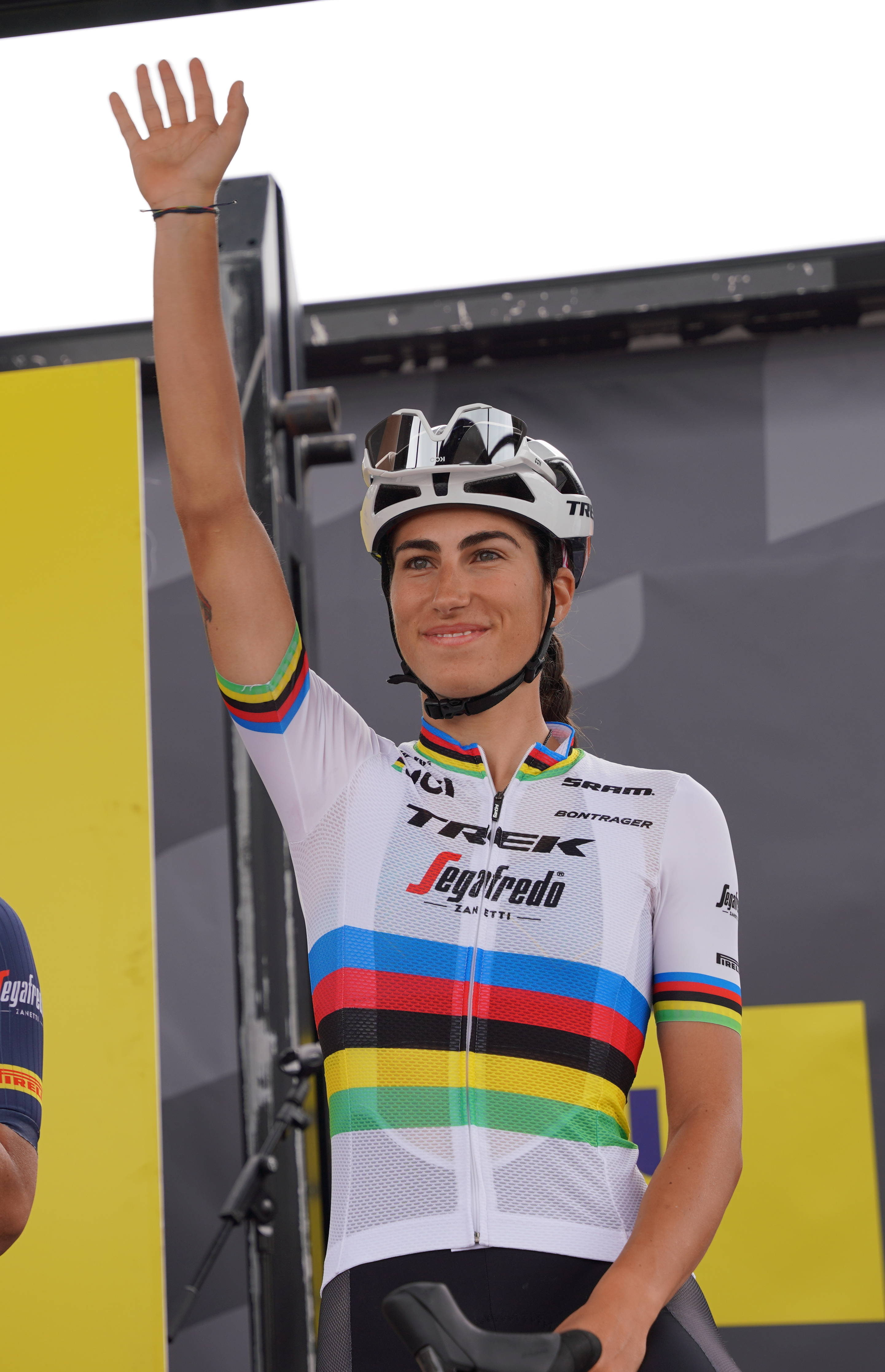
Lors de la 3e étape du Tour de France Femmes 2022, sur le podium du départ à Reims avec son maillot arc-en-ciel.

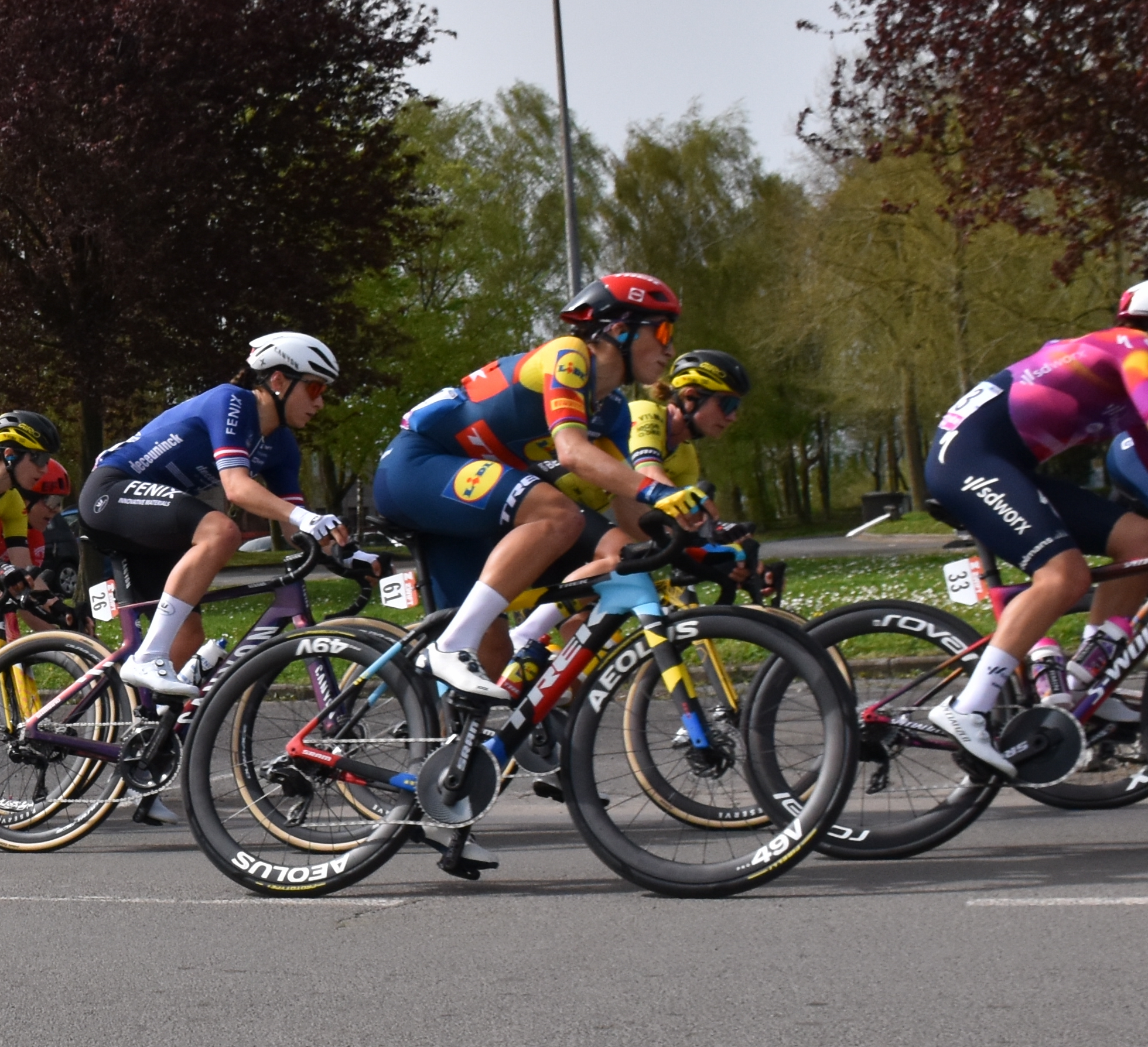
Elisa Balsamo #61
2e de Paris-Roubaix Femmes 2024

  - 6e du championnat du monde sur route juniors
- 2016
  -  Championne du monde sur route juniors
  -  Championne d'Italie sur route juniors
  -  Médaillée d'argent du championnat d'Europe sur route juniors
  - 2e de Gand-Wevelgem juniors
- 2017
  - 2e du Grand Prix Bruno Beghelli
- 2018
  - Circuit de Borsele
  - Grand Prix Bruno Beghelli
  - 2e du Grand Prix international de Dottignies
  - 3e de la RideLondon-Classique
  - 3e de Gooik-Geraardsbergen-Gooik
  - 3e du Dwars door de Westhoek
  - 5e du championnat d'Europe du contre-la-montre espoirs
- 2019
  - Trofee Maarten Wynants
  - 3e étape du Tour de Californie
  - Dwars door de Westhoek
  - 2e étape du Giro delle Marche in Rosa
  - 2e du Circuit de Borsele
  - 2e du Diamond Tour
  - 2e du championnat d'Italie sur route
  - 2e de la RideLondon-Classique
  - 6e des Trois Jours de La Panne
  - 9e de Gand-Wevelgem
- 2020
  -  Championne d'Europe sur route espoirs
  - 3e étape de La Madrid Challenge by La Vuelta
- 2021
  -  Championne du monde sur route
  - GP Oetingen
  - 6e étape du Women's Tour
  - 2e du Grand Prix d'Isbergues
  - 3e du Grand Prix de l'Escaut
  - 3e de la Flèche brabançonne
  - 10e du championnat d'Europe sur route
- 2022
  -  Championne d'Italie sur route
  - 1re étape de la Setmana Ciclista Valenciana
  - Trofeo Alfredo Binda-Comune di Cittiglio
  - Classic Bruges-La Panne
  - Gand-Wevelgem
  - 3e étape du Tour de Suisse
  - 2e et 3e étapes du Tour d'Italie
  - 1re (contre-la-montre par équipes) et 5e étapes du Ceratizit Challenge by La Vuelta
  -  Médaillée d'argent du championnat d'Europe sur route
  - 2e du Tour de Drenthe
  - 2e de la RideLondon-Classique
  - 8e de l'Amstel Gold Race
- 2023
  - 1re et 2e étapes de la Setmana Ciclista Valenciana
  - 1re étape du Simac Ladies Tour
  - 2e du Trofeo Alfredo Binda-Comune di Cittiglio
  - 2e de la Classic Bruges-La Panne
  - 3e des Trois vallées varésines
  - 4e du Tour de Drenthe
- 2024
  - 1re et 4e étapes de la Setmana Ciclista Valenciana
  - Trofeo Alfredo Binda-Comune di Cittiglio
  - Classic Bruges-La Panne
  - 1re étape du Tour de Romandie
  -  Médaillée d'argent du championnat d'Europe sur route
  - 2e du Tour de Drenthe
  - 2e de Gand-Wevelgem
  - 2e de Paris-Roubaix
  - 4e de la Classic Lorient Agglomération
  - 9e du Simac Ladies Tour
  - 10e du Circuit Het Nieuwsblad
- 2025
  - 3e et 4e étapes de la Setmana Ciclista Valenciana
  - Trofeo Alfredo Binda-Comune di Cittiglio
  - Grand Prix de l'Escaut
  - 3e étape du Tour de Suisse
  - 2e de Gand-Wevelgem
  - 2e du Copenhagen Sprint
  - 3e de la Classic Bruges-La Panne
  - 3e d'À travers les Flandres
  - 7e de Milan-San Remo
  - 9e de Paris-Roubaix

### Résultats sur les grands tours

#### Tour d'Italie
2 participations :
- 2022 : 49e, vainqueure des 2e et 5e étapes
- 2024 : abandon (5e étape)

#### Tour de France
4 participations :
- 2022 : 37e
- 2023 : non partante ([[7e étape du Tour de France Femmes 2023|7e étape]])
- 2024 : 61e
- 2025 : abandon (5e étape)

### Classements mondiaux
| Année                                 | 2017 | 2018 | 2019 | 2020 | 2021 | 2022 | 2023 | 2024 |
| ------------------------------------- | ---- | ---- | ---- | ---- | ---- | ---- | ---- | ---- |
| Classement UCI                        | 87e  | 19e  | 19e  | 30e  | 12e  | 6e   | 20e  | 6e   |
| UCI World Tour                        | 121e | 44e  | 25e  | 30e  | 15e  | 5e   | 15e  | 5e   |
|                                       |      |      |      |      |      |      |      |      |
| Légende : nc = non classéSource : UCI |      |      |      |      |      |      |      |      |

## Distinctions
- Oscar TuttoBici des juniors : 2016